# Mormosaure
El mormosaure (Mormosaurus seeleyi) és una espècie extinta de sinàpsid de la família dels tapinocefàlids que visqué durant el Permià mitjà en allò que avui en dia és Sud-àfrica. Es tracta de l'única espècie reconeguda del gènere Mormosaurus. Tenia el crani llarg. La dentadura era molt feble. La seva validesa taxonòmica no és del tot certa, atès que alguns científics el consideren un sinònim de Keratocephalus.